# 腓特烈-奧古斯特-萬德山
47°04′55″N 12°23′26″E / 47.081944°N 12.390556°E

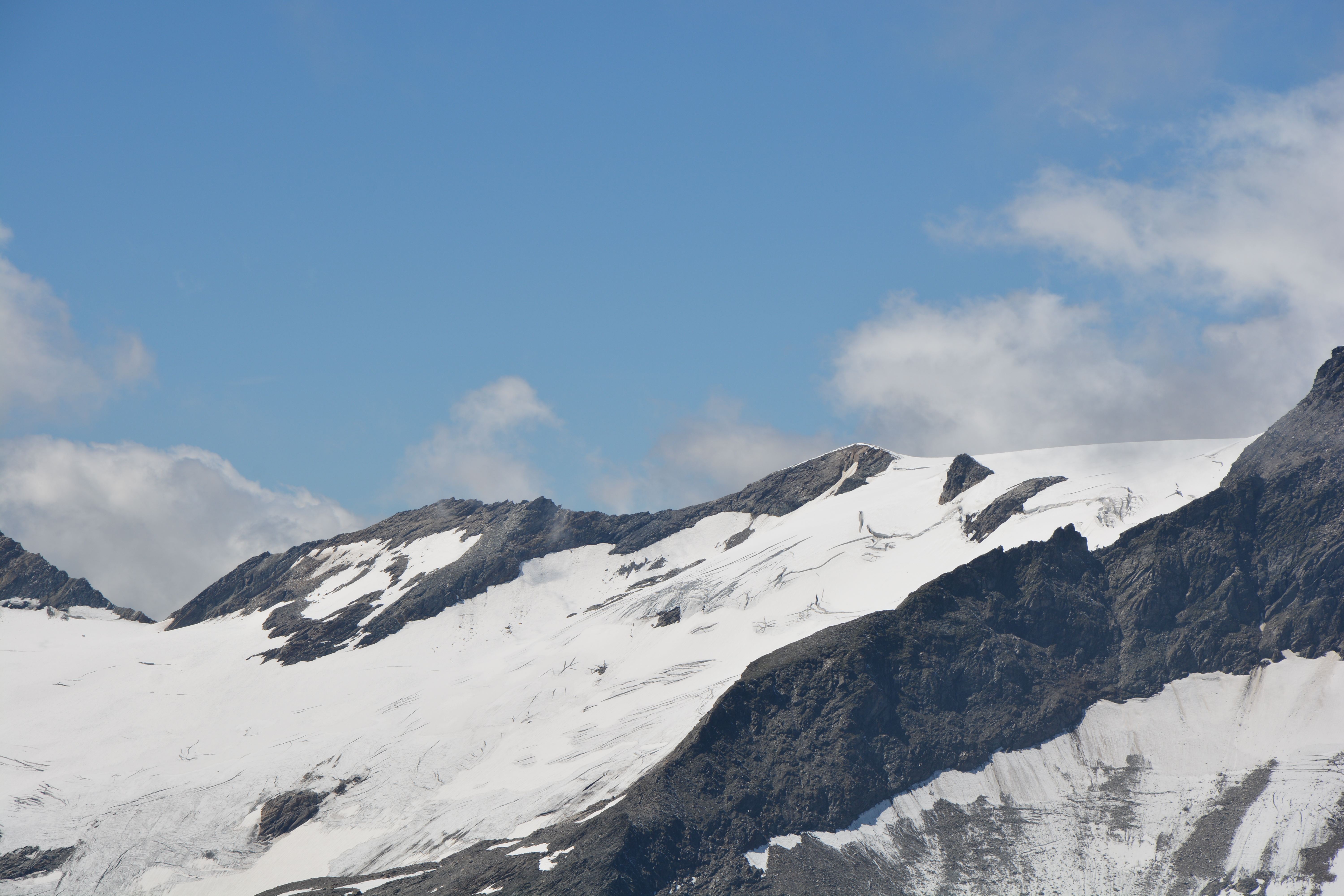

腓特烈-奧古斯特-萬德山（德語：Friedrich-August-Wand），是奧地利的山峰，位於該國西部，由蒂羅爾州負責管轄，屬於維內迪傑山脈的一部分，處於東蒂羅爾地區馬特賴境內，海拔高度3,211米。